# Cytosin
Cytosin (saɪtəˌsiːn, symbol C nebo Cyt) je heterocyklická sloučenina, jejímž základem je pyrimidinová nukleová báze. Jedná se o derivát pyrimidinu s heterocyklickým aromatickým kruhem a dvěma připojenými substituenty (aminová skupina na pozici 4 a keto skupina na pozici 2).
Cytosin je jednou z nukleových bází v DNA a RNA, spolu s adeninem, guaninem, thyminem a uracilem. V nukleových kyselinách vytváří komplementární pár s guaninem, se kterým se váže třemi vodíkovými můstky.
Nukleosid cytosinu se nazývá deoxycytidin v DNA a cytidin v RNA. Nukleotidy obsahující cytosin (hlavně cytidintrifosfát - CTP) slouží jako kofaktory přenášející fosfátové skupiny při některých fosforylačních reakcích.

## Historie
- V roce 1894 byl cytosin objeven a pojmenován Albrechtem Kosselem (nositelem Nobelovy ceny) a Albertem Neumannem, kdy byl hydrolyzován z tkání brzlíku telat.
- V roce 1903 byla navržena jeho struktura a byl poprvé syntetizován v laboratoři.
- V březnu 2015 vědci NASA oznámili vznik cytosinu spolu s uracilem a thyminem z pyrimidinu za vesmírných laboratorních podmínek. Pyrimidin byl nalezen v meteoritech, ale jeho původ není dosud zcela objasněn.

## Vlastnosti
- Cytosin tvoří bezbarvé krystalky s teplotou tání nad 300 °C.
- Mírně se rozpouští ve vroucí vodě a ethanolu, je nerozpustný v diethyletheru.
- Cytosin je tautomer, přičemž převažuje forma 1H-tautomer.
- Vzhledem k jeho chemické nestabilitě se může cytosin přeměňovat na uracil reakcí, která se nazývá deaminace.

Cytosin (3H-tautomer) a (1H-tautomer)
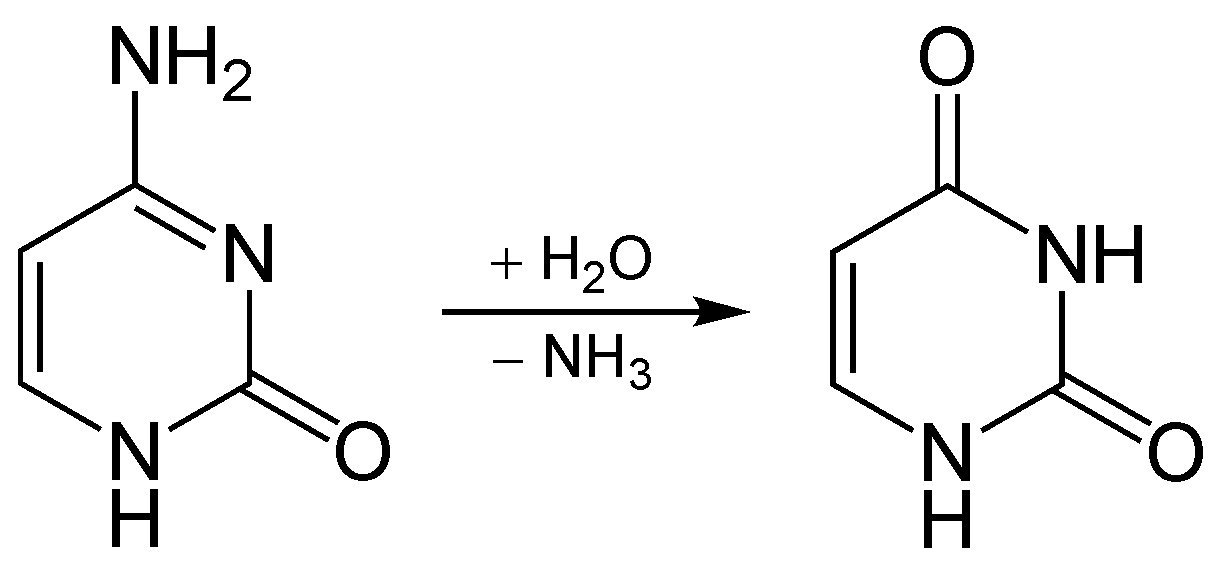
Deaminace cytosinu na uracil

## Metabolismus
- Cytosin je součástí některých nukleotidů. Jako cytidintrifosfát (CTP) může působit jako kofaktor enzymů a může přenášet fosfát při přeměně adenosindifosfátu (ADP) na adenosintrifosfát (ATP).
- V DNA a RNA je cytosin spárován s guaninem. Je však ze své podstaty nestabilní a může se změnit na uracil (spontánní deaminace). To může vést k bodové mutaci, pokud není opravena enzymy pro opravu DNA. Například uracil glykosylázou, která štěpí uracil v DNA.
- Cytosin může být také methylován na 5-methylcytosin enzymem nazývaným DNA methyltransferáza nebo může být methylován a hydroxylován za vzniku 5-hydroxymethylcytosinu.

## Sloučeniny obsahující cytosin

### Nukleosidy
Nukleosidy se skládají z pětiuhlíkového sacharidu (ribózy nebo deoxyribózy) a z nukleové báze (ze skupiny purinů nebo pyrimidinů). Nukleosidy jsou základní molekulární stavební kameny nukleotidů, od kterých se liší tím, že neobsahují kyselinu fosforečnou. V živých organismech jsou nukleosidy jako součást nukleotidů nositeli genetické informace.

Nukleosid - cytidin vzniká tak, že atom N1 v cyklu cytosinu se prostřednictvím N-glykosidové vazby váže na atom C1 ribózy. Při navázání na deoxyribózu vzniká deoxycytidin. Pokud je však cytosin vázán na atom C1 ribózy prostřednictvím C-glykosidové vazby přes atom C5 kruhu, pak se vytvoří syntetický pseudocytidin. Na rozdíl od většiny nukleosidů obsahuje cytarabin arabinózu namísto ribózy.

Cytidin
Deoxycytidin
Pseudocytidin
Cytarabin

### Nukleotidy
Nukleotidy jsou fosforylované nukleosidy, tedy látky složené z nukleové báze (nejčastěji purinové nebo pyrimidinové), pětiuhlíkového monosacharidu (ribóza nebo deoxyribóza) a jednoho nebo více zbytků kyseliny fosforečné. Pokud je kyselina fosforečná navázána na cytidin vznikají životně důležité sloučeniny.

Fosforylace cytidinu na atomu C5 ribózy vede k důležitým nukleotidům cytidinmonofosfátu (CMP), cytidindifosfátu (CDP) a cytidintrifosfátu (CTP) nebo analogicky pro deoxycytidin k deoxycytidinmonofosfátu (dCMP), deoxycytidindifosfátu (dCDP) a deoxycytidintrifosfátu (dCTP).

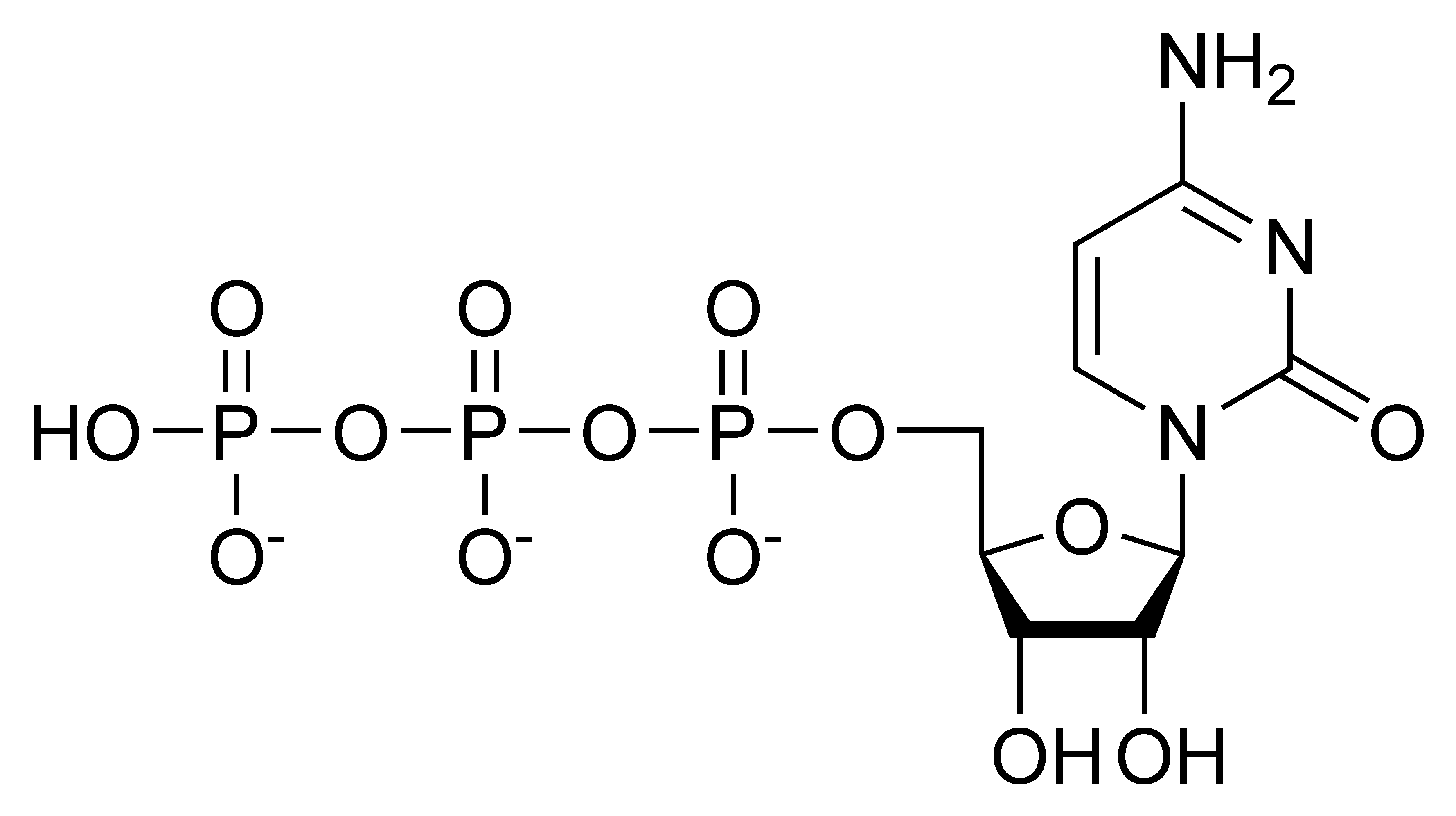
Struktura CTP

### DNA a RNA
Cytosin je jednou z nukleových bází v DNA a RNA, spolu s adeninem, guaninem, thyminem a uracilem. Cytosin tvoří tři vodíkové vazby s guaninem ve dvojité šroubovici DNA a šroubovici RNA. Má tak důležitou funkci jako nositel genetické informace a při syntéze bílkovin.

Vazba guaninu s cytosinem v DNA

## Další příbuzné sloučeniny

1-methylcytosin
3-methylcytosin
5-methylcytosin
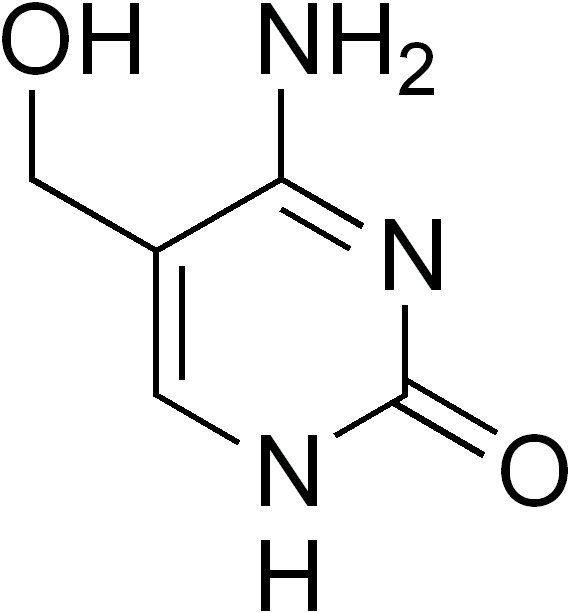
5-hydoxycytosin